# 刘六符
刘六符（1886年—1911年），原名刘锋，字肩宇。福州府长乐县人。黄花岗七十二烈士之一。

## 生平
刘六符曾入学福建省立法政学堂，后参加福建新军当炮兵。1911年春，刘六符参加黄花岗起义。在衝入總督府的途中，劉六符不幸中彈身亡，壯烈成仁。